# Grove (Oklahoma)
Grove es una ciudad ubicada en el condado de Delaware en el estado estadounidense de Oklahoma. En el año 2010 tenía una población de 6623 habitantes y una densidad poblacional de 281,83 personas por km².

## Geografía
Grove se encuentra ubicada en las coordenadas 36°35′19″N 94°46′59″O / 36.58861, -94.78306 (36.588611, -94.783110).

## Demografía
Según la Oficina del Censo en 2000 los ingresos medios por hogar en la localidad eran de $28,464 y los ingresos medios por familia eran $38,347. Los hombres tenían unos ingresos medios de $31,908 frente a los $19,107 para las mujeres. La renta per cápita para la localidad era de $18,351. Alrededor del 14.4% de la población estaban por debajo del umbral de pobreza.